# Tadeusz Pikus

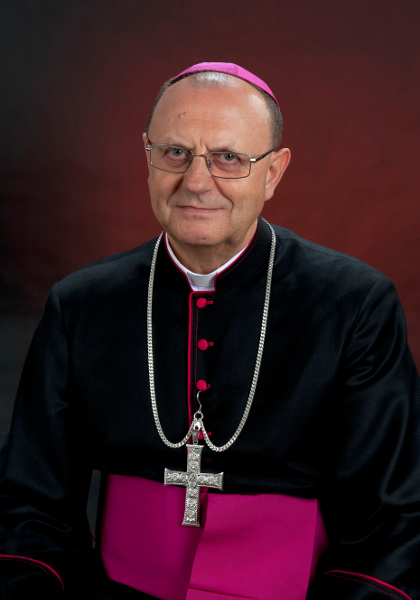
Bischof Tadeusz Pikus

Wappen von Tadeusz Pikus

Tadeusz Pikus (* 1. September 1949 in Zabiele, Powiat Moniecki, Polen) ist ein polnischer Geistlicher und emeritierter römisch-katholischer Bischof von Drohiczyn.

## Leben
Tadeusz Pikus trat 1975 in das Priesterseminar des Erzbistums Warschau ein und studierte Katholische Theologie und Philosophie an der Katholischen Theologischen Akademie in Warschau. Er empfing am 7. Juni 1981 durch den Weihbischof in Warschau, Jerzy Modzelewski, das Sakrament der Priesterweihe.
Pikus wurde Vikar in der Pfarrei Heilige Familie in Jaktorów. 1983 wurde er für weiterführende Studien nach Spanien entsandt. An der Universität Navarra wurde Tadeusz Pikus 1985 zum Doktor der Theologie promoviert. Anschließend wurde er Privatsekretär des Erzbischofs von Warschau, Józef Kardinal Glemp. Von 1988 bis 1990 war Tadeusz Pikus Präfekt am Priesterseminar in Warschau. 1990 wurde er nach Moskau entsandt und wurde Seelsorger für die dort lebenden Polen. Tadeusz Pikus wurde 1992 Professor für Fundamentaltheologie an der Katholischen Theologischen Akademie in Warschau und am Priesterseminar in Warschau.
Am 24. April 1999 ernannte ihn Papst Johannes Paul II. zum Titularbischof von Lysinia und zum Weihbischof in Warschau. Der Erzbischof von Warschau, Józef Kardinal Glemp, spendete ihm am 8. Mai desselben Jahres die Bischofsweihe; Mitkonsekratoren waren der Bischof von Włocławek, Bronisław Dembowski, und der Bischof von Warschau-Praga, Kazimierz Romaniuk.
Am 29. März 2014 ernannte ihn Papst Franziskus zum Bischof von Drohiczyn. Die Amtseinführung fand am 25. Mai desselben Jahres statt.
Am 17. Juni 2019 nahm Franziskus das von Tadeusz Pikus vorgebrachte Rücktrittsgesuch an.